# 장궈리
장국립(중국어 간체자: 张国立, 정체자: 張國立, 병음: Zhāng Guólì, 한자음: 장국립, 1955년 1월 17일~)는 중국의 배우이다. 톈진시에서 태어났다.

## 방송
- 호구불견
- 국가보장
- 애적추종
- 애정최미려
- 노공적춘천

## 영화
- 애적추종 (2016년)
- 에브리바디스 파인 (2016년)
- 애정최미려 (2014년)
- 노공적춘천 (2013년)
- 1942 (2012년)
- 청자 (2012년)
- 태두견희 (2012년)
- 양부 (2011년)
- 건당위업 (2011년)
- 중국왕사 (2009년)
- 건국대업 (2009년) - 장제스 역
- 은메달리스트 (2009년)
- 대수사지녀 (2008년)
- 601번째 통화 (2006년)
- 휴대폰 (2003년)
- 유맹학생 (1999년)
- 행화삼월천 (1994년)